# Elezioni regionali in Campania del 1975
Le elezioni regionali in Campania del 1975 si tennero il 15-16 giugno.

## Risultati elettorali
| Liste                                                  | Voti      | %     | Seggi |
| ------------------------------------------------------ | --------- | ----- | ----- |
| Democrazia Cristiana (DC)                              | 1.067.753 | 36,68 | 23    |
| Partito Comunista Italiano (PCI)                       | 788.997   | 27,10 | 16    |
| Movimento Sociale Italiano - Destra Nazionale (MSI-DN) | 354.056   | 12,16 | 7     |
| Partito Socialista Italiano (PSI)                      | 301.923   | 10,37 | 6     |
| Partito Socialista Democratico Italiano (PSDI)         | 191.544   | 6,58  | 4     |
| Partito Repubblicano Italiano (PRI)                    | 105.701   | 3,63  | 2     |
| Partito Liberale Italiano (PLI)                        | 60.545    | 2,08  | 1     |
| Democrazia Proletaria (DP)                             | 32.697    | 1,12  | 1     |
| Sinistra Indipendente                                  | 7.880     | 0,27  | -     |
| Totale                                                 | 2.911.096 |       | 60    |

| Riepilogo dei seggi | Riepilogo dei seggi | Riepilogo dei seggi | Riepilogo dei seggi | Riepilogo dei seggi | Riepilogo dei seggi | Riepilogo dei seggi |
| ------------------- | ------------------- | ------------------- | ------------------- | ------------------- | ------------------- | ------------------- |
|                     |                     |                     |                     |                     |                     |                     |
| DP                  | 1                   | Nuovo               |                     | PCI                 | 16                  | ▲ 3                 |
| PSI                 | 6                   | ▼ 1                 |                     | PSDI                | 4                   | ━                   |
| PRI                 | 2                   | ━                   |                     | DC                  | 23                  | ▼ 2                 |
| PLI                 | 1                   | ▼ 1                 |                     | MSI-DN              | 7                   | ▲ 2                 |
| PSIUP               | 0                   | ▼ 1                 |                     | PDIUM               | 0                   | ▼ 1                 |